# Daphnée Duplaix Samuel
Daphnée Lynn Duplaix (født 18. august 1976 i New York) er en amerikansk skuespiller og model.
Efter at have poseret i Playboy som "Playmate of the Month" i juli 1997, medvirkede hun i flere Playboy-videoer, og flyttede sig langsomt mod en skuepillerkarriere og blev til sidst en fast rolle i den amerikanske tv Sæbeopera Passions som Valerie Davis i 2004.
Daphnée Lynn Duplaix er gift med Ron Samuel (og kalder sig selv for Daphnee Duplaix Samuel), og har fået tvillingerne Jaylen og Sebastian (født 12. marts 2003) med ham.
Daphnée er af afroamerikansk, fransk, og italiensk herkomst.
Den 15. januar 2007 fødte Daphnée sit tredje barn, sønnen Jaxson Ronald Samuel.
Var dealer i pilotafsnittet i 2001-versionen af Card Sharks, men blev afløst af Tami Anderson i de følgende episoder.

## Stavningen af hendes fornavn
- I tidlige Playboy udgivelser staves hendes fornavn Daphneé (med accenttegn på det andet e).
- På Internettet kaldes hun sommetider for Daphnée (med en accenttegn på det første e).
- På Internet Movie Database kaldes hun Daphne (kun et e) med Daphnée som et af få alternativer.
- Hendes Playboy centerfold er underskrevet Daphnee (and so is the spelling in current Playboy publications).
- hun kalder sig selv for Daphnee på hendes officielle hjemmeside.[1]

## Optrædener iPlayboyspecial editions
- Playboy's Book of Lingerie vol. 51, september 1996.
- Playboy's Playmate Review (# 14), august 1998 – pp. 50--55.
- Playboy's Supermodels, August 1998 – pp. 58--61.
- Playboy's Book of Lingerie vol. 63, september 1998 – side 26-27.
- Playboy's Natural Beauties (# 1), september 1998 – pp. 78--81.
- Playboy's Playmates in Bed (# 3), februar 1999 – pp. 38--43.
- Playboy's Book of Lingerie vol. 67, May 1999 –  pages 20-21.
- Playboy's Girls of Summer (# 15), juni 1999 – side 48-49.
- Playboy's Celebrating Centerfolds vol. 3, oktober 1999.
- Playboy's Book of Lingerie vol. 73, maj 2000 – side 8-9.
- Playboy's Book of Lingerie vol. 75, september 2000 – side 26.
- Playboy's Sexy 100 (# 1), februar 2003.